# فینال جام اتحادیه فوتبال انگلستان ۱۹۷۴
فینال جام اتحادیه فوتبال انگلستان ۱۹۷۴، رقابت پایانی جام اتحادیه فوتبال انگلستان در سال ۱۹۷۴ میلادی است که مابین دو تیم باشگاه فوتبال ولورهمپتون و باشگاه فوتبال منچستر سیتی در ورزشگاه ومبلی لندن برگزار شده‌است.
این مسابقه که در تاریخ ۲ مارس ۱۹۷۴ انجام شده‌است با نتیجه ۲ بر ۱ به سود تیم باشگاه فوتبال ولورهمپتون به پایان رسید.